# Georgetown, Prince Edward Island
Georgetown är en ort i Kanada.   Den ligger i provinsen Prince Edward Island, i den östra delen av landet, 1 000 km öster om huvudstaden Ottawa. Georgetown ligger 8 meter över havet och antalet invånare är 693.
Terrängen runt Georgetown är platt. Havet är nära Georgetown åt sydost. Trakten är glest befolkad. Närmaste större samhälle är Montague, 9,2 km väster om Georgetown. 